# Triunvirato (Buenos Aires)
Triunvirato es una localidad del Partido de Lincoln,  Provincia de Buenos Aires, Argentina.

## Ubicación
Se encuentra a 24 km al norte de la ciudad de Lincoln y a 24 km al sur de la ciudad de Vedia a través de la Ruta Provincial 50.
Se ubica sobre la traza del Ramal Chacabuco - Mayor José Orellano del Ferrocarril General San Martín.

## Población
Cuenta con 76 habitantes (Indec, 2010). Durante los censos nacionales del INDEC de 2001 y 1991 fue considerada como población rural dispersa.